# Reserva forestal de Imataca
Reserva forestal de Imataca es un área de bosques protegidos en el noreste del país suramericano de Venezuela que administrativamente comprende parte de la jurisdicción de los estados Bolívar y Delta Amacuro.

## Ubicación
Contigua a la parte norte de la zona en reclamación o Guayana Esequiba. Dentro de sus límites se localiza la Sierra de Imataca y diversos ríos tales como el Yerúan, Cuyuní, Brazo de Imataca y Grande; y los cerros de La Chicharra y Dolomita.

## Historia
La Reserva fue creada el 9 de febrero de 1961, y posee una superficie de 38.219 kilómetros cuadrados. (una superficie más grande que la de Bélgica, Israel o Puerto Rico)
Las actividades mineras legales e ilegales constituyen la mayor amenaza para la zona.